# Sony Ericsson Xperia Play
Il Sony Ericsson Xperia PLAY è uno smartphone con funzioni da console portatile, ufficialmente distribuito il 1º aprile 2011 sul mercato inglese, e successivamente sugli altri territori. In Italia il lancio è avvenuto il 21 aprile 2011 e fino al 31 maggio lo smartphone è stato distribuito unicamente dall'operatore TIM nei propri punti vendita o comunque con in abbinato una sim card TIM. In esso sono presenti tasti fisici e un touchpad analogico al fine di poter interagire con i giochi come con una comune console portatile quale ad esempio la PSP Go. Il sistema operativo preinstallato su tale terminale è Android nella versione 2.3 Gingerbread. L'Xperia Play è compatibile sia con i giochi per Android sia con i giochi PlayStation Suite. Viene commercializzato con sei giochi preinstallati (FIFA 10, The Sims 3, Star Battalion, Bruce Lee, Crash Bandicoot e Tetris) e uno scaricabile gratuitamente dalla rete (Asphalt 6: Adrenaline).

## Hardware
SoC (System on Chip): Qualcomm Snapdragon S2 (MSM8255)
- CPU: Scorpion (ARMv7) a 1 GHz
- GPU: Adreno 205
System RAM: 512 Mbytes DDR
Storage interno: 1 Gbyte di cui 400 Mbytes liberi per l'utilizzo
Storage esterno: slot per microSD(SDHC), fino a 32 GBytes (Sono ufficiosamente supportate anche le microSD da 64GBytes)
- lo smartphone viene fornito di serie con una microSDHC da 8 Gbytes
Sistema Operativo: Android 2.3.4 Gingerbread NON Aggiornabile a 4.0
Display: LED TFT da 4 pollici (854x480 pixels 16:9) a 16,77 milioni di colori visualizzabili
Audio: altoparlanti stereo + minijack per cuffie
Camera: 5.5 Mpixels con Flash LED (Auto Focus, stabilizzatore d'immagine, GeoTagging)
- cattura video a 720p/480i, fino a 30 fotogrammi per secondo
- camera addizionale frontale per videochiamate (VGA 640x480)
Sistema di localizzazione integrato di tipo A-GPS
Sistemi di input:
- Multi-touchscreen di tipo capacitivo
- Accelerometro
- D-pad + doppio touchpad + 15 tasti fisici
Alimentazione: batteria ricaricabile agli ioni di Litio da 1500 mAh
Connettività:
- Micro-USB 2.0
- Wi-Fi b/g/n
- Bluetooth 2.3
Tecnologia Network :
- voce: GSM (850, 900, 1800, 1900 MHz) e UMTS (900, 2100 MHz)
- dati: EDGE, UMTS, HSDPA, HSUPA
Side Slider: meccanismo a slitta scorrevole per l'utilizzo dei pad e tasti fisici
Dimensioni e Massa: 119 x 62 x 16 mm, 175 g